# Горски здравец
Горският здравец (Geranium sylvaticum) е многогодишно растение от рода Здравец.

## Разпространение
Разпространено е в Европа и Азия. Расте по влажни, сенчести и скалисти места главно из широколистните гори.

## Описание
Цветовете му са лилави, по-рядко розови, но се срещат дори и бели мутанти. Цъфти от май до септември. Стъблото е високо между 30 и 80 cm, изправено, в горната част се разклонява.
Лечебно растение. Използва се при стомашни болки и заболявания на бъбреците.